# Chloe Piene

Chloe Piene mit Ziege

Chloe Piene (* 10. Januar 1972) ist eine deutsch-amerikanische bildende Künstlerin und primär für ihre Zeichnungen bekannt.

## Leben
Chloe Piene wurde in den Vereinigten Staaten als Tochter des international einflussreichen deutschen Künstlers Otto Piene geboren. Sie erlangte einen BA in Kunstgeschichte an der Columbia University und einen MFA in Bildender Kunst an der Goldsmiths, University of London.

## Werk
Chloe Piene ist für ihre zarten und durchdringenden Zeichnungen bekannt, die thematisch häufig im Körper verankert sind. Diese wurden als „brutal, zart, figurativ, forensisch, erotisch und fantastisch“ beschrieben. Ihre Arbeit mit Video und Skulptur machen sich die größere sensorische Wirkung von Lärm, Schatten und schweren Materialien zunutze, um in tieferliegende Schichten der Erfahrung einzutauchen. In ihren Skulpturen arbeitet Piene hauptsächlich mit Eisen, Stahl, Porzellan und Installationen. Ihre Arbeit wirft Assoziationen mit Gefangenen, Liebesbriefen, Versagen, Geschichte und heldenhafter Transformation auf.
2016 führte Piene ihre Performance Familienaufstellung in Wien, Österreich auf. Die Familienaufstellung wurde in den 1990er Jahren von dem deutschen Psychotherapeuten Bert Hellinger als Therapieform entwickelt. Piene lud Künstler, Schauspieler und Freunde ein, ihre Familienmitglieder zu spielen. Der Künstler Matthew Barney stellte ihren Bruder dar, die Schauspielerin Petra Morzé, zu diesem Zeitpunkt Ensemblemitglied des Wiener Burgtheaters, mimte ihre Mutter. Pienes frühere Performance To Serve war ein kollaborativer Dialog mit einem United States Special Operations Commander in New York. Sie bildete das Gegenstück zu einer dreiteiligen Videoserie, die mit Kameras arbeitete, die auf den Helmen von in Afghanistan stationierten Soldaten befestigt waren.

## Ausstellungen (Auswahl)
International vertreten, umfassen Pienes Ausstellungen: Selections from The Guerlain Collection im Centre Pompidou, Paris und der Albertina, Wien, 2019; Reloaded, in welcher Piene und Egon Schiele gegenübergestellt wurden, im Leopold Museum, Wien, 2018; HB + CP – Hans Bellmer and Chloe Piene in der Galerie Nathalie Obadia, Paris, 2008; Bodies of Desire: Works on paper by Willem de Kooning and Chloe Piene in der Locks Gallery, Philadelphia, 2007; und die Whitney Biennale 2004, New York.

## Öffentliche Sammlungen (Auswahl)
Ihre Arbeiten finden sich in Sammlungen weltweit, inklusive folgender Sammlungen:
- Herbert F. Johnson Museum of Art, Ithaca, New York
- High Museum of Art, Atlanta
- Minneapolis Institute of Art
- Museum of Contemporary Art, Los Angeles[14]
- Museum of Modern Art, New York[15]
- San Francisco Museum of Modern Art, San Francisco[16]
- Walker Art Center, Minneapolis[17]
- Whitney Museum of American Art, New York[18]
- Burger Collection, Berlin
- Centre national d’art et de culture George Pompidou, Paris
- Deutsche Bank, Berlin
- Fondation d’art contemporain Daniel et Florence Guerlain, Paris
- FNAC, France
- Kupferstichkabinett Berlin
- Kupferstich-Kabinett, Dresden
- Sammlung Bayer, Berlin
- Sammlung Hoffman, Berlin

## Publikationen (Auswahl)
Pienes Werk wurde unter anderem in The New York Times, Frieze, Le Figaro, Los Angeles Times, BOMB Magazine, The Philadelphia Inquirer, der Frankfurter Allgemeinen Zeitung, der Süddeutschen Zeitung und der Berliner Zeitung rezensiert. Bücher umfassen Vitamin D, Phaidon; Drawing People, The Hayward Gallery, London; Les Maitres du Desordre, The Musée Quai Branly, Paris; A Passion For Drawing, Selection From The Guerlain Collection and Drawing Now, The Albertina Museum, Vienna.

## Bibliographie (Auswahl)
- Emma Dexter: Vitamin D: New Perspectives in Drawing. Phaidon Press, 2005, ISBN 978-0-7148-5713-8 (englisch, phaidon.com).
- Roger Malbert: Drawing People: The Human Figure in Contemporary Art. Thames & Hudson, 2015, ISBN 978-0-500-29163-4 (englisch, thamesandhudson.com).
- Bertrand Hell, Nanette Jacomijn Snoep, Sandra Adam-Couralet, Jean de Loisy: Les Maitres du Desordre. QUAI BRANLY, Paris, France 2012, ISBN 978-2-35744-056-2 (englisch).
- Klaus Albrecht Schröder, Elsy Lahner: A Passion for Drawing: The Guerlain Collection from the Centre Pompidou. Prestel, 2020, ISBN 978-3-7913-5942-7 (englisch, penguinrandomhouse.ca).
- Martin Germann, Elsy Lahner: Drawing Now. Hirmer Publishers, 2015, ISBN 978-3-7774-2434-7 (englisch, abebooks.com [abgerufen am 5. Dezember 2019]).
- Barry Schwabsky: Chloe Piene: Carré d'Art – Musée d'Art Contemporain de Nîmes. Carré d'Art-Musée d'Art Contemporain de Nîmes, 2008, ISBN 978-2-907650-33-5 (englisch, abebooks.com [abgerufen am 12. Dezember 2019]).
- Agnieszka Dzierzbicka, Josef Bakic, Wolfgang Horvath: In bester Gesellschaft: Einführung in philosophische Klassiker der Pädagogik von Diogenes bis Baudrillard. Loecker Erhard Verlag, 2008, ISBN 978-3-85409-500-2 (englisch).